# 线瓣玉凤花
线瓣玉凤花（学名：Habenaria fordii）为兰科玉凤花属下的一个种。

## 扩展阅读
- 維基物種上的相關：线瓣玉凤花